# Vol Northwest Airlink 5719
Le 1er décembre 1993, un British Aerospace Jetstream 31, exploité par Express Airlines I, pour le compte de Northwest Airlink, effectuant le vol Northwest Airlink 5719, un vol intérieur régulier reliant l'aéroport international de Minneapolis-Saint-Paul à l'aéroport international de Falls (en), dans le Minnesota, avec une escale prévue à Hibbing (Minnesota), est entré en collision avec un groupe d’arbres dans une forêt lors de son approche finale sur Hibbing et s’est écrasé juste à l’est de l'aéroport de Chisholm-Hibbing (en), tuant les 16 passagers et les deux pilotes présents à bord.

## Passagers et équipages
Il y avait 16 passagers à bord du British Aerospace Jetstream 31, un bimoteur à turbopropulseur fabriqué par British Aerospace, pour un vol au départ de l'aéroport international de Minneapolis-Saint-Paul, dans le Minnesota, avec une escale prévue à l'aéroport de Chisholm-Hibbing (en), à Hibbing. 
L’avion était piloté par deux pilotes : le commandant de bord était Marvin Falitz (42 ans) et l'officier pilote de ligne était Chad Erickson (25 ans). Au moment de ce vol, le copilote Erickson comptait 65 heures d'expérience de vol dans ce type d'avion. Le commandant Falitz pilotait l'avion au moment de l'accident. Il avait échoué à des contrôles de compétence en 1988, 1992 et plus tôt en 1993, mais avait réussi le test le plus récent en novembre 1993.

## Accident

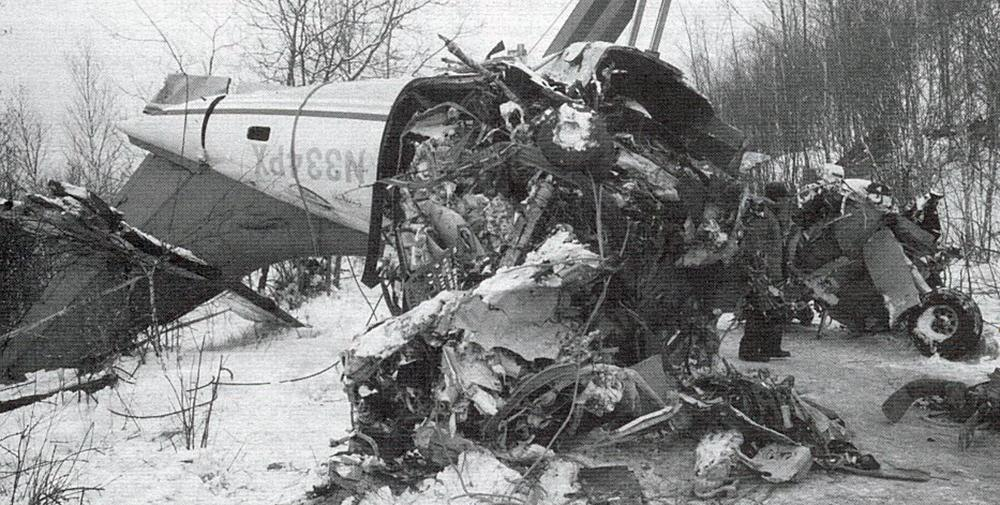
L'épave du Jetstream 31, photographié après l'accident du vol 5719.

Le vol 5719 a décollé avec 40 minutes de retard au départ de l'aéroport international de Minneapolis-Saint-Paul. Cela était dû à une arrivée tardive lors du vol précédent et au remplacement des ampoules d'indication de sortie du train d’atterrissage une fois à l'aéroport. L’avion a été encore retardé en raison de la surcharge de poids au moment du départ, ce qui a nécessité le retrait d’un passager de l’avion.
Jusqu'à quelques instants avant l'accident, le vol 5719 s'était déroulé sans incident et aucune urgence n'avait été déclarée. L’avion a été autorisé à atterrir sur la piste 31 à Hibbing, mais les pilotes ont demandé une approche sur la piste 13, car il y avait un vent arrière à l’approche de la piste 31, qui était également recouverte de précipitations. Les pilotes ont entamé la procédure d’approche en rejoignant l’arc de l'équipement de mesure de distance (DME) depuis le VOR d'Hibbing et en interceptant le localizer de l'ILS (système d'atterrissage aux instruments) à 8 000 pieds (2 400 mètres) au-dessus du niveau de la mer. Cela a retardé le début de la descente de l'avion, ce qui a nécessité un taux de descente excessif, l’appareil descendant à plus de 2 000 pieds/min.
Le Jetstream 31 n'était pas équipé d'un système d'alerte de proximité du sol (GPWS) qui avait déjà été rendu obligatoire pour les gros aéronefs, mais était toujours absent de nombreux petits avions régionaux à l'époque.
Le vol 5719 a poursuivi sa descente jusqu'à l'impact avec le sol. Il a heurté le sommet d'un arbre, a continué sur près de 200 mètres et a frappé un groupe de peupliers. Finalement, l'avion est entré en collision avec une crête et s'est immobilisé sur le dos et à l'envers,, tuant les 18 personnes à bord,,.

## Enquête
Au départ, le givrage était considéré comme une cause possible de l'accident. Cela a ensuite été écarté comme facteur par le conseil national de la sécurité des transports américain (NTSB).
La cause de l'accident a été attribuée à la perte de la situation et de repères concernant l'altitude, ce qui a empêché les pilotes de maintenir l'altitude minimale de descente lors de l'approche, amenant à l'impact avec des arbres et une crête avant que l'avion n'atteigne la piste,.
Le commandant Falitz avait la réputation de suivre les procédures de la compagnie et d’être méticuleux avec les checklist, mais trois copilotes l’ont accusé d’être délibérément brutal avec les commandes de vol. Un pilote en chef a décrit Falitz comme compétent, mais sujet à des accès de colère et à un comportement intimidant et provocateur avec ses collègues,. Falitz a été accusé d'avoir giflé plusieurs fois le casque d'un copilote en vol par colère.
La conclusion finale du rapport du NTSB indiquait la cause probable suivante concernant l'accident du vol 5719 de Northwest Airlink : « Les actions du commandant de bord ont entraîné une perte de la coordination de l’équipage et une perte de conscience de l’altitude de la part de l’équipage lors d’une approche non stabilisée dans des conditions météorologiques de nuit.
Contribuant à l’accident : la défaillance de la direction de la compagnie à traiter de manière adéquate les déficiences précédemment identifiées en matière de maîtrise de soi et de la gestion des ressources de l’équipage du commandant ; l'incapacité de la compagnie à identifier et à corriger une pratique répandue et non approuvée au cours des procédures d'approche aux instruments (N.d.A., une descente très rapide pour « éviter » les conditions givrantes) ; et la surveillance insuffisantes du transporteur aérien par la FAA(p70). » 5 recommandations de sécurité ont été émises par le NTSB à la suite de l'accident et de la publication du rapport final(p71),.

## Médias
L'accident a fait l'objet d'un épisode dans la série télévisée Air Crash nommé « Attitude mortelle » (saison 17 - épisode 1).

### Vidéos
- (en) [vidéo] Discovery Canada, « Down In Minnesota - Mayday », sur YouTube.
- (en) [vidéo] Smithsonian Channel, « Did This Pilot Crash Flight 5719 Out of Anger? », sur YouTube.
- (en) [vidéo] KSTP, « Flashback Friday: 18 died in tragic plane crash in Hibbing 25 years ago », sur YouTube.